# Ibrahim Hazimeh

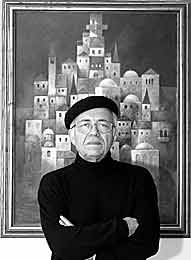
Ibrahim Hazimeh (2003)

Ibrahim Hazimeh (* 24. April 1933 in Akko; † 25. September 2023 in Berlin) war ein palästinensischer Künstler, der in Deutschland lebte.

## Ämter und Funktionen
Hazimeh war Präsident des palästinensischen Nationalkomitees für bildende Kunst bei der AIAP/UNESCO. Zudem war er Vorstandsmitglied und Sprecher des palästinensischen Künstlerverbandes in Europa.

## Biografie
Im Jahr 1948 wurde Ibrahim Hazimeh mit seinen Eltern zunächst in den Libanon und dann nach Latakia in Syrien vertrieben.
In Latakia arbeitete er ab 1952 als Kunstlehrer und Buchhalter. Er führte ein Selbststudium und dann ein Fernstudium am Pariser Kunst-Institut durch. Für seine Arbeiten erhielt er im Jahr 1957 in Kairo den Kairoer Salon Preis und den Ausstellungs-Preis in Damaskus. 1960 führte er sein Kunststudium in Leipzig an der Hochschule für Grafik und Buchkunst, wo er von 1963 bis 1967 Meisterschüler war, fort und machte den Abschluss 1964 mit einer Auszeichnung bei Professor Bernhard Heisig.
Anschließend hielt er sich ab 1968 in Beirut auf. Ab 1974 arbeitete er als Kunsttherapeut in Berlin-West. Dieser Arbeit ging er bis 1993 nach. Auf der 10. Biennale im Jahr 1987 gewann er den Preis Golden Sail in Kuwait. Es erfolgte 1998 ein Entwurf einer Briefmarkenausgabe Palästinas mit dem Motiv seines Gemäldes Jerusalem after Rain. Fünf weitere Entwürfe der Briefmarkenausgabe Palästinas mit den Motiven seiner Gemälde in Zusammenarbeit mit der Bundesdruckerei Berlin folgten. Beim Grand Prix 2002 de l'Exposition WIPA erzielte Palästina mit seinem Briefmarkenblock „Maria mit dem Kind“ den 3. Platz. 2004 wurde der Missio-Kunstkalenders „Palästina 2005“ ausgegeben. Im Jahr 2005 übergab er ein von ihm gemaltes Porträt von Hans-Jürgen Wischnewski in der Berliner SPD-Zentrale. Er gestaltete im Jahr 2007 den United Buddy Bears von Palästina, der erstmals im April/Mai in Kairo und im August in Jerusalem im Kreis von Künstlern aus 132 Ländern ausgestellt wurde.

## Werke

### Tafelbilder (Auswahl)
- Drei Bäuerinnen (Öl, 1965)[1]
- Menschen und Häuser (Öl, 1970)[2]
- Schuhputzer (Öl auf Hartfaser, 108 × 75 cm; Lindenau-Museum Altenburg/Thür.)

### Arbeiten im öffentlichen Raum
- Buddy Bear für Palästina[3], öffentlich gezeigt in: 2007 Kairo | 2007 Jerusalem | 2008 Warschau | 2008 Stuttgart | 2008 Pjöngjang | 2009 Buenos Aires | 2009 Montevideo | 2009 Berlin | 2010 Astana | 2010 Helsinki | 2011 Sofia | 2011 Berlin | 2011 Kuala Lumpur | 2012 Neu-Delhi[4] | 2012 St. Petersburg | 2012 Paris[5] | 2014 Rio de Janeiro | 2015 Havanna | 2015 Santiago de Chile[6] | 2018 Riga | 2019 Guatemala City

## Ausstellungen in der DDR
- 1965: Leipzig, Bezirkskunstausstellung
- 1967/68 und 1972/73: Dresden, VI. und VII. Kunstausstellung der DDR